# Мануел Серифо Њамаџо
Мануел Серифо Њамаџо (порт. Manuel Serifo Nhamadjo; Бисао, 25. март 1958 — Лисабон, 17. март 2020) био је политичар из Гвинеје Бисао. Вршио је функцију вршиоца дужности председника Гвинеје Бисао.

## Биографија
Од 9. јануара до 12. априла 2012. године служио је као председник Националне народне скупштине Гвинеје Бисао. Био је председнички кандидат на председничким изборима 2012. године и био трећи по броју гласова у првом гласачком кругу.
Након државног удара у априлу 2012. године, изабран је за вршиоца дужности у духу консензуса између супарничких групација.